# Asmus-Semper-Romane
Die Asmus-Semper-Romane waren drei Romane von Otto Ernst: Asmus Sempers Jugendland (1905), Semper der Jüngling (1908) und Semper der Mann (1916). Die ersten beiden Bände wurden mehr als einhunderttausendmal aufgelegt und gehörten zu den erfolgreichsten literarischen Werken ihrer Zeit.

## Inhalt
Im ersten Buch Asmus Sempers Jugendland wird die Entwicklung des Kindes erzählt. Dieses ist in einem liebevoll-naiven Stil beschrieben.
Der Junge erzählt seine Erlebnisse von den ersten Erinnerungen an. Dabei wird die Welt um ihn herum bewusst in einem humoristisch-verfremdeten Blick durch den Autor beschrieben.
Im zweiten Band Semper der Jüngling wird die Entwicklung des Jugendlichen und jungen Erwachsenen Asmus Semper erzählt. Dabei stehen die Ausbildung am Lehrerseminar und die Tätigkeit als Lehrer im Vordergrund. Ein Hauptthema ist die Auseinandersetzung um offenere und strengere Bildungsideale.
Im dritten Band Semper der Mann wird die Veränderung zum Schriftsteller mit allen Schwierigkeiten beschrieben. Die letzten Kapitel sind stark vom Nationalismus des Ersten Weltkrieges geprägt und weichen von dem vorherigen unterhaltsamen Stil ab.

## Hintergründe
Otto Ernst Schmidt war Volksschullehrer in Hamburg. Er schrieb auch Erzählungen, Romane und Gedichte, darunter einige über Kinder und Bildung. Seit 1902 war er als freiberuflicher Schriftsteller tätig.
1904 veröffentlichte er den Roman Asmus Sempers Jugendland im Verlag L. Staackmann in Leipzig. Dieser war stark autobiographisch von seiner eigenen Kindheit in Ottensen bei Hamburg geprägt. Er wurde eines der meistgelesenen Bücher des Jahres.
1908 veröffentlichte er den zweiten Roman Semper der Jüngling, der ebenfalls stark autobiographisch seine Zeit als Volksschullehrer beschreibt. Auch dieser gehörte zu den beliebtesten Büchern des Jahres.
1916 wurde der dritte Band Semper der Mann veröffentlicht, der aber eine geringere Resonanz hatte.
Alle drei Romane wurden von Literaturkritikern nur wenig beachtet.
Sie wurden auch in den folgenden Jahren viel gekauft, so dass das erste Buch 1917 bereits über 100.000 mal aufgelegt wurde und 1932 über 180.000 mal, das zweite Buch 1923 über 100.000 mal.

## Bearbeitungen
Es gab Übersetzungen in das Englische und das Schwedische, aber keine Verfilmungen oder andere Bearbeitungen.
Der expressionistische Dichter Johannes Wüsten verfasste 1921 eine bitterböse Persiflage Semper die Mumie, in dem er den nationalistischen Inhalt besonders des dritten Romans karikiert, er wolle dem vierten Teil Semper der Greis zuvorkommen.

## Ausgaben
Asmus Sempers Jugendland
- L. Staackmann, Leipzig 1905, erste Auflage
- L. Staackmann, Leipzig 1917, 101.–105. Tausend
- L. Staackmann, Leipzig, 1932, 181.–190. Tausend, letzte feststellbare Auflage in diesem Verlag[6]
- Die Buchgemeinde, Berlin 1938
- Tredition, Hamburg, 2011
- Salzwasser, Paderborn 2013
- Übersetzungen ins Englische (1909), Schwedische (1910)[7]
- Digitalisat Archive
- Onlinetext im Projekt Gutenberg-DE

Semper der Jüngling
- L. Staackmann, Leipzig 1908, Erstausgabe
- L. Staackmann, Leipzig 1914, 56.–60. Tausend
- L. Staackmann, Leipzig 1923, 106.–110. Tausend, letzte feststellbare Auflage in diesem Verlag.
- Hansebooks, Norderstedt 2017
- Onlinetext im Projekt Gutenberg-DE

Semper der Mann
- L. Staackmann, Leipzig 1916, 1.–20. Tausend
- L. Staackmann, Leipzig, 1923, 61.–65. Tausend
- L. Staackmann, Leipzig, 1938, 66.–67. Tausend, letzte feststellbare Auflage in diesem Verlag
- Tredition, Hamburg, 2011
- Hansebooks, Norderstedt, 2017
- Digitalisat Archive
- Onlinetext im Projekt Gutenberg-DE